# Монітори типу M29

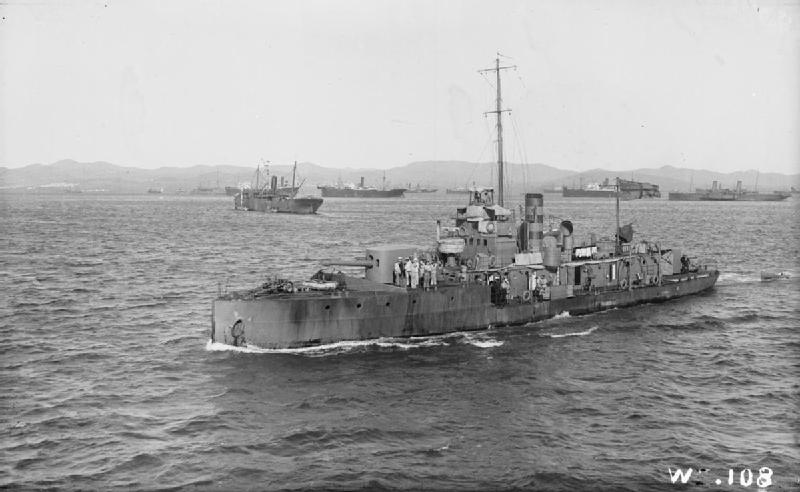
Монітор M30 відходить з порту Мудрос (Лемнос) поблизу Дарданелл, жовтень 1915 року

Монітори типу М29 - п'ять моніторів Королівського військово-морського флоту, побудованих і введених у стрій у 1915 році. 
Кораблі цього типу були замовлені в березні 1915 року, як частина воєнної надзвичайної програми будівництва кораблів.  Контракт на будівництво був наданий Harland & Wolff, Белфаст, а ця фірма уклала субконтракти на будівництво M29 і M31 з Workman, Clark і Company. 
Основне озброєння кораблів, дві 6-дюймові гармати МК XII, спочатку призначалися для п'яти дредноутів типу "Queen Elizabeth". Ці гармати стали надлишковими, коли кормові установки лінкорів виявилися неефективними і від них відмовились.

## Кораблі типу
- «М29» - Спущено на воду  22 травня 1915, пізніше перейменований "Medusa" та "Talbot", проданий 1946.
- «М30» - Спущено на воду 23 червня 1915, потоплений 14 травня 1916.
- «М31» - Спущено на воду 24 червня 1915, розібраний на метал у 1948.
- «М32» - Спущено на воду 22 травня 1915, проданий у січні 1920.
- «М33» - Спущено на воду 22 травня 1915, один з небагатьох кораблів часів Першої світової війни, які збереглися донині. Зараз розміщений у сухому доці поблизу HMS Victory на військово-морській базі у Портсмуті. Корабель реставровано та відкрито для відвідувачів.[1]